# زهور (ناحیه پیسک)
زهور (به چکی: Zhoř) یک منطقهٔ مسکونی در جمهوری چک است که در ناحیه پیسک واقع شده‌است. زهور ۱۲٫۱۲ کیلومتر مربع مساحت و ۲۸۴ نفر جمعیت دارد و ۵۶۳ متر بالاتر از سطح دریا واقع شده‌است.